# Коучинг

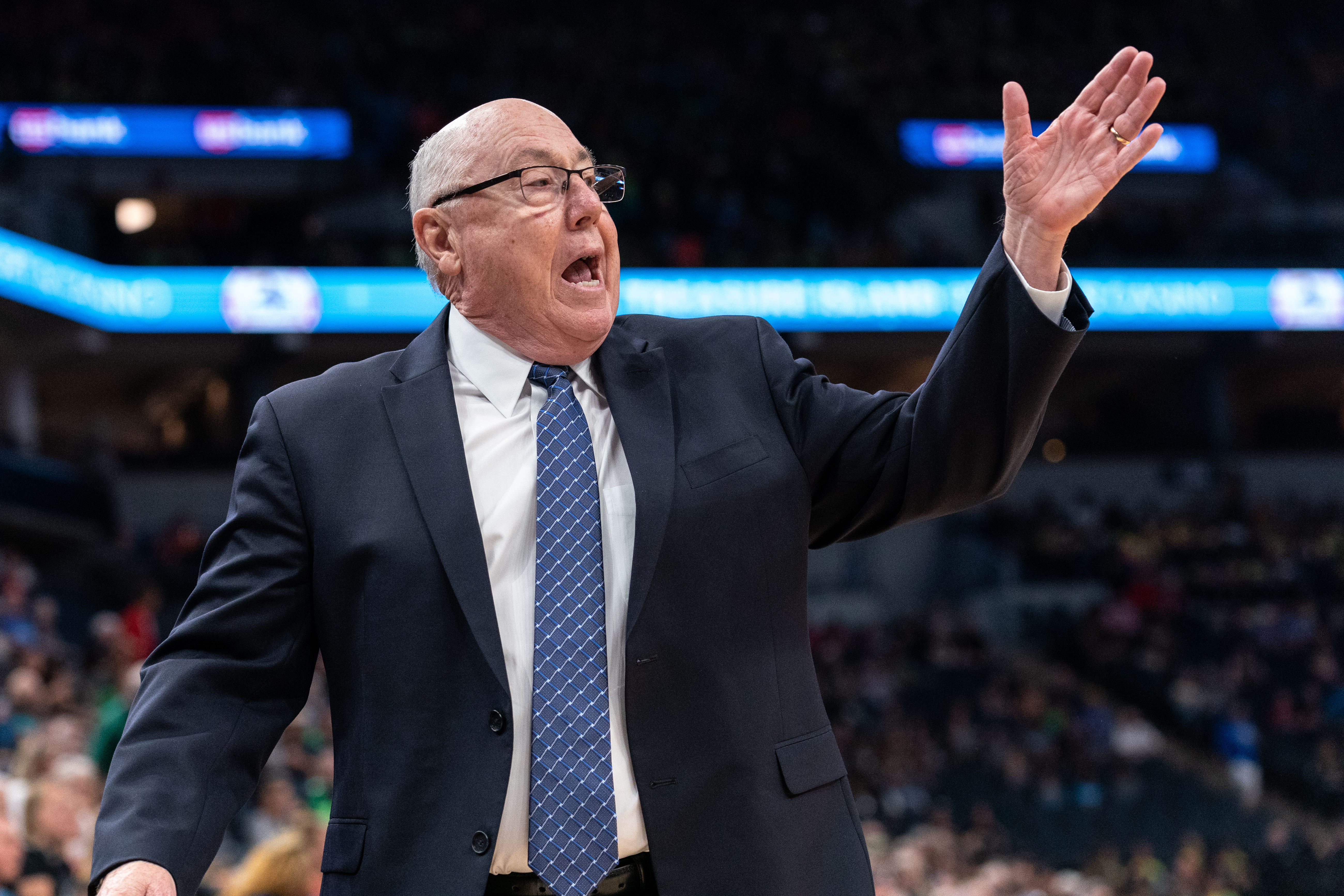
Спортивний коуч Майк Тібо

Ко́учинг (від англ. coaching — тренерство), вишкіл — метод здійснення консалтингу й тренінгу, в якому спеціальна людина, «коуч», допомагає іншим людям досягнути певної цілі в професії чи в особистому житті. На відміну від наставництва, коучинг зосереджується на досягненні конкретної цілі способом, який людині належить зрозуміти самотужки. Завдання коуча полягає передусім у допомозі з відшукування цього способу. Джерела коучингу лежать у спортивному тренерстві, позитивній, когнітивній та організаційній психології, в уявленні про усвідомлене життя й можливостях постійного й цілеспрямованого розвитку людини. Популяризація коучингу як методу почалося в 70-х роках XX століття.

## Етимологія

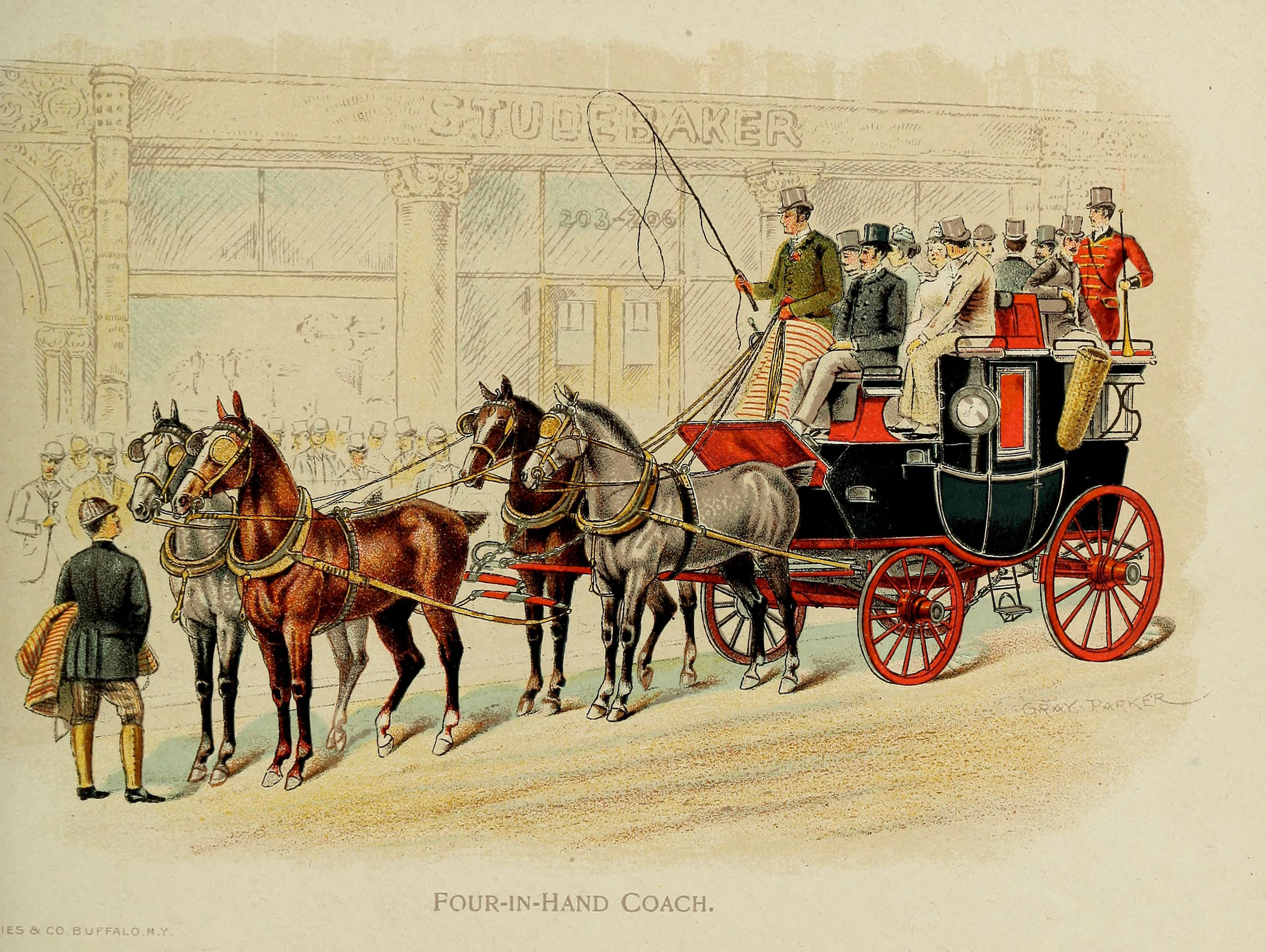
Карета-коч

Слово «коучинг» походить від англійського «коч» (coach). Первісно воно означає чотириколісну карету, що отримала назву від угорського села Коч, де була вперше виготовлена (звідти ж пішло слово «кучер»). Через німецьку та французьку мови слово проникло до англійської.
Близько 1830-х років зафіксовано перше називанням коучем приватного інструктора чи тренера, котрий скеровує учня на екзамені. До 1861 належить перша назва коучем тренера, котрий готує атлетів до змагань.

## Характеристики коучингу
Головним чином коучинг визначається як процес підготовки особи чи групи осіб до певного випробування чи особливої ситуації. Ця підготовка полягає не в безпосередньому навчанні, а в допомозі людині навчитися самій. Один з піонерів коучингу Джон Вітмор характеризував коучинг як «розкриття потенціалу осіб для їх максимальної ефективності. Це радше допомога навчитися їм, ніж навчити їх». Коучинг передбачає, що людина з допомогою коуча сама знайде у власних питаннях відповіді на них, а не отримає готові відповіді від іншої людини. Потреба в коучингу виникає через резерв нереалізованих можливостей, який накопичується з причини розбіжності між якостями особи та потребами суспільства, колективу, родини, котрі ця людина задовільняє.

## Історія коучингу

### Початки
Загалом коучинг як метод виник у Каліфорнії. В 1950-ті роки минулого століття цей термін остаточно закріпився в тенісі і гольфі. Саме тоді поширилася думка про те, що виграш — не завжди справа техніки. Успіх часто залежить від внутрішньої, ментальної, підготовки гравця, від його націленості на перемогу. Фактично коучами стали перші тренери, які звернули увагу на «роботу в голові спортсмена».

### Розвиток сучасного коучингу
Коучинг, як напрямок діяльності і консультування, виділився зі спорту і потім довгий час використовувався в менеджменті, отримавши назву «бізнес-коучинг». Засновниками концепції є Тімоті Голві, Джон Вітмор, Томас Дж. Леонард.
Каліфорнійський тренер з тенісу В. Тімоті Голві (англ. W. Timothy Gallwey) — автор концепції внутрішньої гри, що лежить в основі коучингу. Уперше концепцію викладено в книзі «Внутрішня гра в теніс» (The Inner Game of Tennis), виданій у 1974 р. Джон Вітмор (англ. John Whitmore) — автор книги «Коучинг високої ефективності», виданої в 1992 р. Розвинув ідеї Голві в застосуванні до бізнесу й менеджменту. Томас Дж. Леонард (англ. Thomas J. Leonard) — засновник Університету коучів (Coach University), Міжнародної Федерації Коучів, Міжнародної асоціації сертифікованих коучів (International Association of Certified Coaches) і проекту Coachville.com.
Тімоті Голві, ще в кінці 60-х років придумав новий вид підготовки спортсменів і назвав його «the inner game» — «внутрішня гра». У результаті з'явилися його перші курси: «Внутрішня гра в гольф», «Внутрішня гра в теніс» і т. д. Голві сформулював свою головну ідею коротко і ясно: супротивник, який знаходиться у власній голові, куди небезпечніший того, який по той бік сітки . По суті, ця думка і лягла в основу теорії коучингу. А потім багато керівників компаній, любителі пограти в теніс і гольф, зрозуміли, що ідеї Гелвея можуть бути корисні їм у бізнесі.
У 80-ті роки коучинг почав свою подорож до Європи і влаштувався спочатку у Великий Британії. У цій країні існують дві організації, які займаються даним питанням: Асоціація професійних спостерігачів та коучів (APECS) і Європейська рада з коучингу і наставництва (EMCC). У Великій Британії держава навіть фінансувала розробку стандартів і правил коучингу. У цій країні для того, щоб стати коучем, людина повинна витримати перевірку на компетентність.
На території України коучинговий рух розпочався наприкінці 1980-х завдяки Мерилін Аткінсон (Erickson University) та в 2000-і завдяки Анжелі Ястреб (Bussines International Technology Academy).
Один із найвидатніших коучів сучасності Манфред Кетс де Вріс запровадив використання психоаналізу у коучинг-практиці. На його думку, підсвідоме і минуле людини має ключовий вплив на психологію та управлінську поведінку керівників.
В Україні коучинг є складовою професійної підготовки в освітньо-професійних програмах з філософії, педагогіки в деяких закладах вищої освіти, .

## Перебіг коучингу
Сесії коучингу розвиваються через низку питань-відповідей, що стимулюють пошуки людиною шляхів досягнення своїх цілей. Характерним прийомом є повторювані запитання, що дозволяють окреслити поле діяльності та максимально чітко побачити ціль. Часто використовуються схематичні зображення, котрі наглядно виражають робочі думки.
На початку сесії коуч визначає проблеми, котрі клієнти бажають подолати. Шляхом запитань-відповідей ці проблеми конкретизуються, на кшталт: «Про яку найголовнішу річ сьогодні йтиме мова?», «В чому полягає проблема? Як часто вона постає? Де й коли вона проявилася вперше?», «Розкажіть про свою ціль».
Наступним визначаються можливості клієнтів — тут не робиться акцент на тому, реальні вони чи уявні. Клієнтам задаються питання, такі як «Ким ви себе бачите через 5 років?» Це дозволяє скласти уявлення про найкращий розвиток подій, який бачиться клієнту в разі вирішення поточної проблеми.
Клієнти вибудовують шляхи використання власних можливостей з огляду на досяжність цілей, реалістичність і точність цих шляхів, витрати часу, можливість виміряти ефективність того чи іншого шляху.
Наприкінці відбувається узагальнення цілей і шляхів їх досягнення, та огляд необхідних дій.

## Види коучингу

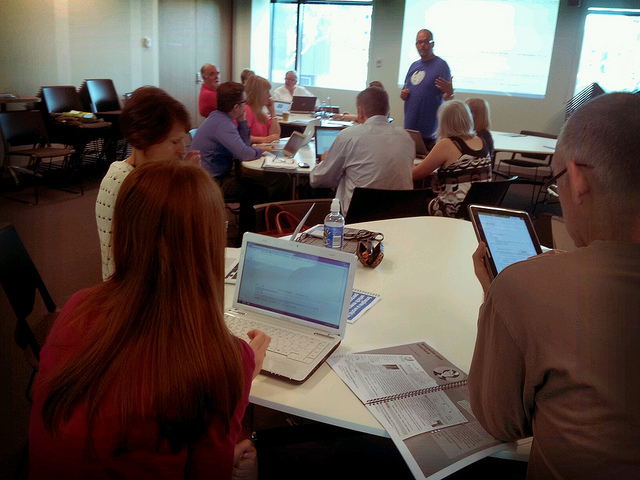
Тренінг продуктивності для вікіпедистів

- Тренінг продуктивності для вікіпедистівПродуктивності — призначений заповнити прогалини в баченні певної справи, забезпечує стратегічне планування досягнення цілей та пропонує додаткову підзвітність, оскільки людина виходить за звичні для себе рамки. Коучинг допомагає зосередитися в певній галузі бізнесу, особистих стосунків чи добробуту. Коучинг продуктивності має на меті допомагати стати ідеальною версією себе. Коучинг продуктивності для керівників або службовців забезпечує баланс між професійними цілями та особистим розвитком.
- Виконавчий — розроблений для задоволення конкретних потреб менеджерів або керівників. Наприклад, допомагає отримати навички кращого керування своїми колективом, аби швидше досягати цілей робочого відділу. Коучі для цього зазвичай набираються поза організацією, до якої належать менеджери й керівники.
- Кар'єрний — зосереджений на наданні допомоги різним категоріям людей, які стикаються з проблемами в просуванні по своїй кар'єрі. Часто цільовою групою кар'єрного коучингу є випускники вишів, які потребують уточнення напрямку свого професійного зростання. Людям, які були на одній посаді протягом багатьох років, також може знадобитися кар'єрний коучинг у різні моменти життя. Кар'єрний коучинг допомагає просунутися в обраній справі, визначивши, які навички необхідні для наступного кроку в професійній вертикалі, і які посади найкраще підходять для того, щоб допомогти людині досягти своїх кар'єрних цілей.
- Особистий (лайф-коучинг) — цей тип коучингу зосереджується на житті поза професійною діяльністю. Наприклад, у вирішенні конфліктів з близькими, вихованні дітей, пошуках балансу між роботою та особистим життям.
- Бізнес-коучинг — ця галузь коучингу зосереджена на наданні допомоги підприємцям аби краще керувати своїм бізнесом. Наприклад, бізнес-тренер може допомогти власнику компанії відобразити та викласти своє бачення, місію та стратегічний напрямок бізнесу. Бізнес-коучі також допомагають своїм клієнтам вирішити, які важливі системи потрібно створити, щоб забезпечити належну роботу компанії. Нові сфери діяльності та розширення бізнесу також можна визначити за допомогою бізнес-коучингу.
- Коучинг умінь — тут коучі зосереджуються на передачі необхідних навичок від себе клієнтам. Коуч адаптує процес передачі навичок так, щоб він відповідав конкретному рівню знань, майбутнім планам та досвіду клієнтів.
- Коучинг керівників — спрямований на те, щоб допомогти людям на вищих посадах досягти використання свого потенціалу сповна. Професіонал, який виконує роль коуча, може найматися як зсередини, так і ззовні організації. Ця людина вивчає та розвиває керівників, аби вони могли досягти вищої продуктивності. Коуч також працює з тими, чия ефективність менша, ніж очікується[10].